# Neues Gymnasium Bochum
Das Neue Gymnasium Bochum ist ein Gymnasium im Stadtteil Wiemelhausen von Bochum. Es entstand 2010 durch die Zusammenlegung der Albert-Einstein-Schule und des Gymnasiums am Ostring. Deshalb hat es auch einen altsprachlichen und einen bilingualen Zweig. Neu hinzugekommen ist der naturwissenschaftliche Zweig. Das Gymnasium ist für 1250 Schüler vorgesehen. Von der nordrhein-westfälischen Landesregierung ist das Neue Gymnasium Bochum als Europaschule zertifiziert.

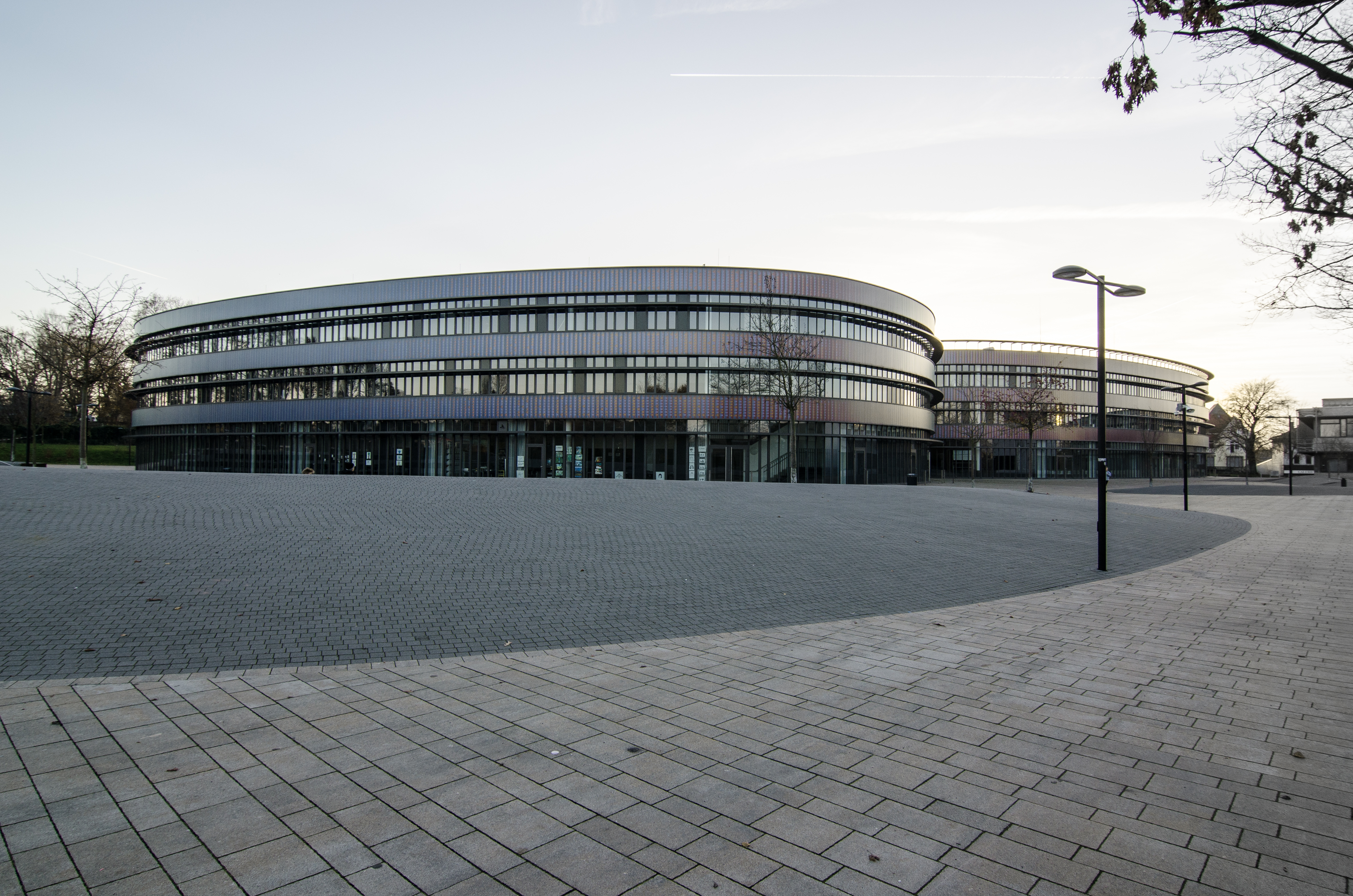
Neues Gymnasium Bochum, Ansicht vom Schulhof aus

## Geschichte
Das humanistisch ausgelegte Gymnasium am Ostring musste dem Neubau des Landgerichts Bochum weichen. Die Englisch-bilingual geprägte Albert-Einstein-Schule war durch Schadstoffe im Gebäude belastet. Eine Lösung bot die Zusammenlegung beider Schulen in einem Neubau am Standort der Albert-Einstein-Schule in Wiemelhausen in Nähe des Geologischen Gartens. Im August 2010 wurde von den Schülern zunächst das alte Gebäude der Erich Kästner-Schule bezogen.
Der Neubau wurde Ende 2012 fertiggestellt. Im Oktober 2012 fand der erste Schultag im neuen Gebäude statt. Nach der ursprünglichen Planung sollte im Anschluss an den Bezug der neuen Gebäude über einen neuen Namen für die Schule nachgedacht werden. Es blieb beim Arbeitstitel.

## Neubau

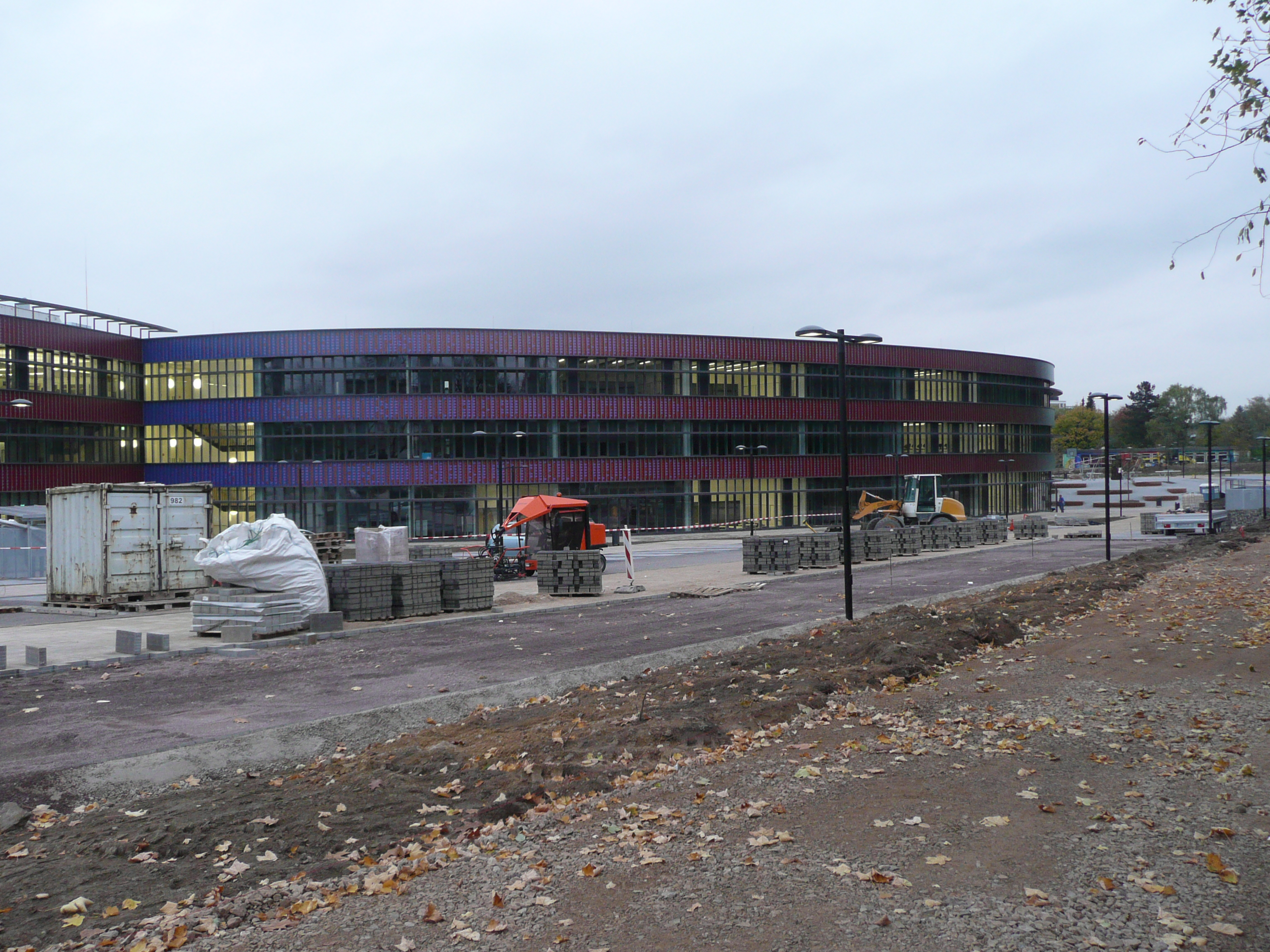
Neues Gymnasium Bochum Oktober 2012 während der Bauarbeiten

Die Entwicklungsgesellschaft Ruhr-Bochum mbH führte in den Jahren 2008/09 den Wettbewerb durch, aus dem das Büro Hascher + Jehle Planungsgesellschaft mbH aus Berlin als Sieger hervorging. Es wurde mit der Gebäudeplanung beauftragt. Bei dem Entwurf handelt es sich um ein Gebäude mit einer Bruttogeschossfläche von ca. 14.000 m² und einem Bruttorauminhalt von etwa 72.000 m³. Die Kosten für diese betrugen ca. 31,6 Millionen Euro.
Für den Parkplatz der Schule sollen 56 durch die Baumschutzsatzung geschützte Bäume und 50 sogenannte nicht schützenswerte Bäume wie zum Beispiel Birken gefällt werden. Als Ausgleich sieht der Entwurf 104 Setzlinge auf dem Schulgrundstück als Ersatz für die bis zu 60 Jahre alten Bäume vor.
Der Neubau wurde im Jahr 2013 mit dem Schulbaupreis NRW „Schulbaupreis 2013 – Auszeichnung guter Schulbauten“ des damaligen Ministeriums für Schule und Weiterbildung des Landes Nordrhein-Westfalen und der Architektenkammer Nordrhein-Westfalen ausgezeichnet.

## Pädagogische Angebote
Schüler müssen vor Beginn von Klasse 5 eines der drei von der Schule vorgegebenen Profile wählen. Hier kann sich zwischen dem Naturwissenschaften-Plus, bilingual Englisch und Latein-Plus Zweig entschieden werden. In späteren Stufen können Schüler des Weiteren Spanisch, Französisch, Griechisch, Italienisch, Hebräisch und Chinesisch wählen. In Kombination dazu werden die Sprachzertifikate DELE, DELF, Cambridge English Language Assessment, die Hanyu Shuiping Kaoshi Prüfung, das Graecum, Hebraicum, sowie das Latinum angeboten. Letzteres konnte für G8 im Profil Latein plus Englisch ab Klasse 9 und für G9 am Ende der Sekundarstufe I erworben werden.

## Soziales
In der Schule entstand ein neuer Förderverein durch Zusammenlegung der beiden alten Vereine.

## Auszeichnungen
Die Online-Schülerzeitung „WIR am NGB“ des Neuen Gymnasium Bochums belegte in der 23. Runde des Schülerzeitungswettbewerbs der Kulturstiftung der Westfälischen Provinzial Versicherung den ersten Platz.
Seit dem Schuljahr 2023/24 ist das Neue Gymnasium Bochum als Digitale Schule ausgezeichnet.

## European Politics and Debate Club (EPDC)
Seit 2012 besteht am Neuen Gymnasium Bochum eine durch den ehemaligen Bundestagsabgeordneten Eckhard Stratmann-Mertens gegründete Arbeitsgemeinschaft, die sich auf Englisch mit europäischer Politik auseinandersetzt und regelmäßig an Parlamentssimulationen teilnimmt. Im Jahre 2017 gelang es einer Delegation der Schule, den deutschen Auswahlprozess des European Youth Parliament zu gewinnen und sich für die Internationale Sitzung in Vilnius im Jahre 2018 zu qualifizieren. Auch in den Folgejahren nahm das Neue Gymnasium Bochum regelmäßig an den regionalen und nationalen Auswahlsitzungen des European Youth Parliament teil.

## MINT Cluster CheMystery
Seit Beginn des Schuljahres 2024/25 ist das neue Gymnasium Bochum Fundament des MINT-Clusters CheMystery, der auf Initiative der Schule gegründet worden ist. Cluster-Partner sind die Anorganische Chemie I der Ruhr-Universität Bochum, die Think Square GmbH, sowie die Vereine GameBased Education e.V. und Falken Bochum e.V. Im Rahmen des Clusters bauen Schüler des Neuen Gymnasiums Bochum chemische Rätselboxen für bildungsbenachteiligte Kinder sowie Mädchen. Der zunächst auf drei Jahre angelegte Cluster wird seine Tätigkeit im Verlauf auf weitere Schulen in Bochum ausweiten, indem Schüler des Neuen Gymnasiums Bochum als Experten Lernende anderer Schulen anleiten. Das Bundesministerium für Bildung und Forschung fördert das Vorhaben mit 600.000 €.